# ピルヨ・ムラネン
ピルヨ・ムラネン（Pirjo Elina Muranen、 1981年3月8日- ）はフィンランド、ロバニエミ出身のクロスカントリースキー選手。旧姓はマンニネン(Manninen)。ノルディック複合選手のハンヌ・マンニネンは実兄。

## プロフィール
1998年のノルディックスキージュニア世界選手権で5kmフリー5位、15kmクラシカル4位、リレーでは銀メダル獲得という好成績で頭角を現し、同年3月のラハティスキーゲームズでクロスカントリースキー・ワールドカップにデビューした。
翌1999年のジュニア世界選手権では5kmクラシカル銀メダル、15kmフリー6位、リレーで金メダルを獲得した。さらに2000年のジュニア世界選手権では5kmフリー銀メダル、スプリント金メダル、15kmクラシカル銅メダル、リレー7位と大活躍した。
2000/2001シーズンはワールドカップで12月に初優勝を飾ると1月末のジュニア世界選手権では15kmフリー金メダル、5kmクラシカル銀メダル、スプリントで金メダルを獲得、続くノルディックスキー世界選手権でもスプリントで金メダルを獲得した。ワールドカップではスプリント部門で3勝してシーズン2位となった。
2005年ノルディックスキー世界選手権ではチームスプリントで銀メダルを獲得。2007年の世界選手権（日本、札幌）では4x5kmリレーで金メダルを獲得した。この大会では兄のハンヌ・マンニネンもノルディック複合で2個の金メダルを獲得し、史上はじめて兄妹が同一大会で金メダルを獲得した。
2007年6月30日にVille Muranenと結婚しピルヨ・ムラネンとなった。
2009年ノルディックスキー世界選手権（チェコ、リベレツ）でも4x5kmリレーで2大会連続の金メダルを獲得。2011年ノルディックスキー世界選手権（オスロ）では4x5kmリレー銅メダル。
2010/2011シーズン終了時点でワールドカップ通算5勝（2位6回3位3回）、総合は2008/2009シーズンの7位が最高位。スプリント部門では2000/2001シーズンの2位が最高位。